# RENFE 250 sorozat
A RENFE 250 sorozat egy spanyol Co'Co' tengelyelrendezésű, 3 kV DC áramrendszerű, széles nyomtávolságú villamosmozdony-sorozat. 1982-1987 között gyártotta a Krauss-Maffei és a CAF. Összesen 40 darab készült a sorozatból. Eredeti feladata személyszállító vonatok továbbítása 160 km/h sebességgel és nehéz tehervonatok vontatása. Később a sebességét lecsökkentették 140 km/h-ra, napjainkban már csak tehervonatok vontatására használják, maximális sebessége már csak 100 km/h.